# Agh Bash
Agh Bash (persiska: آغ باش, Āghbāsh) är en ort i Iran. Den ligger i provinsen Västazarbaijan, i den nordvästra delen av landet, 700 km nordväst om huvudstaden Teheran. Agh Bash ligger 1 882 meter över havet och antalet invånare är 413.
Terrängen runt Agh Bash är kuperad. Runt Agh Bash är det ganska tätbefolkat, med 75 invånare per kvadratkilometer. Närmaste större samhälle är Kāpūt, 14,8 km väster om Agh Bash. Trakten runt Agh Bash består i huvudsak av gräsmarker.